# Idensen
Das Dorf Idensen ist eine Ortschaft der Mittelstadt Wunstorf in der niedersächsischen Region Hannover. Die Ortschaft liegt südwestlich der Kernstadt am Mittellandkanal.

## Geschichte
In einer zwischen 1120 und 1129 entstandenen Urkunde des Bischofs Sigward von Minden ist Idensen als „Ydanhusen“ erwähnt.
Grabmale der Familie von Idensen im Minoritenkloster von Hannover sind nicht erhalten.
1546 wurden im „Landsteuer- und Schatzregister“ 32 Stellenbesitzer ausgewiesen, woraus sich etwa 300 Einwohner zu dieser Zeit in Idensen ableiten lassen.
Am 1. März 1974 wurden die Gemeinden Idensen und Idensermoor-Niengraben in die Stadt Wunstorf eingegliedert und bilden seitdem eine Ortschaft. Idensermoor-Niengraben hatte bis dahin zum Landkreis Grafschaft Schaumburg gehört. Die Kreis- und Gemeindegrenze verlief auf der heutigen Straße „Branddrift“. Aufgrund dieser früheren Zweiteilung hat Idensen bis heute im Telefonnetz zwei verschiedene Vorwahlnummern.

## Politik

### Ortsrat
Nach der Kommunalwahl 2021 entfallen von den fünf Sitzen des Ortsrates von Idensen drei auf die SPD (Rolf Herrmann, Tom-Luis Hattendorf und Christian Bauer) und zwei auf die CDU (Tabea Bauch und Thomas Kempf).

### Ortsbürgermeister
Zum Ortsbürgermeister ist Rolf Herrmann gewählt worden.

### Wappen
Anlässlich der 850-Jahr-Feier von Idensen wurde im Jahre 1980 das Wappen des Ortes entworfen, das die berühmte romanische Sigwardskirche in der oberen Hälfte des zweigeteilten Wappens darstellt. In der unteren Wappenhälfte symbolisiert ein Pflug Idensens landwirtschaftliche Prägung.

## Kultur und Sehenswürdigkeiten

### Bauwerke

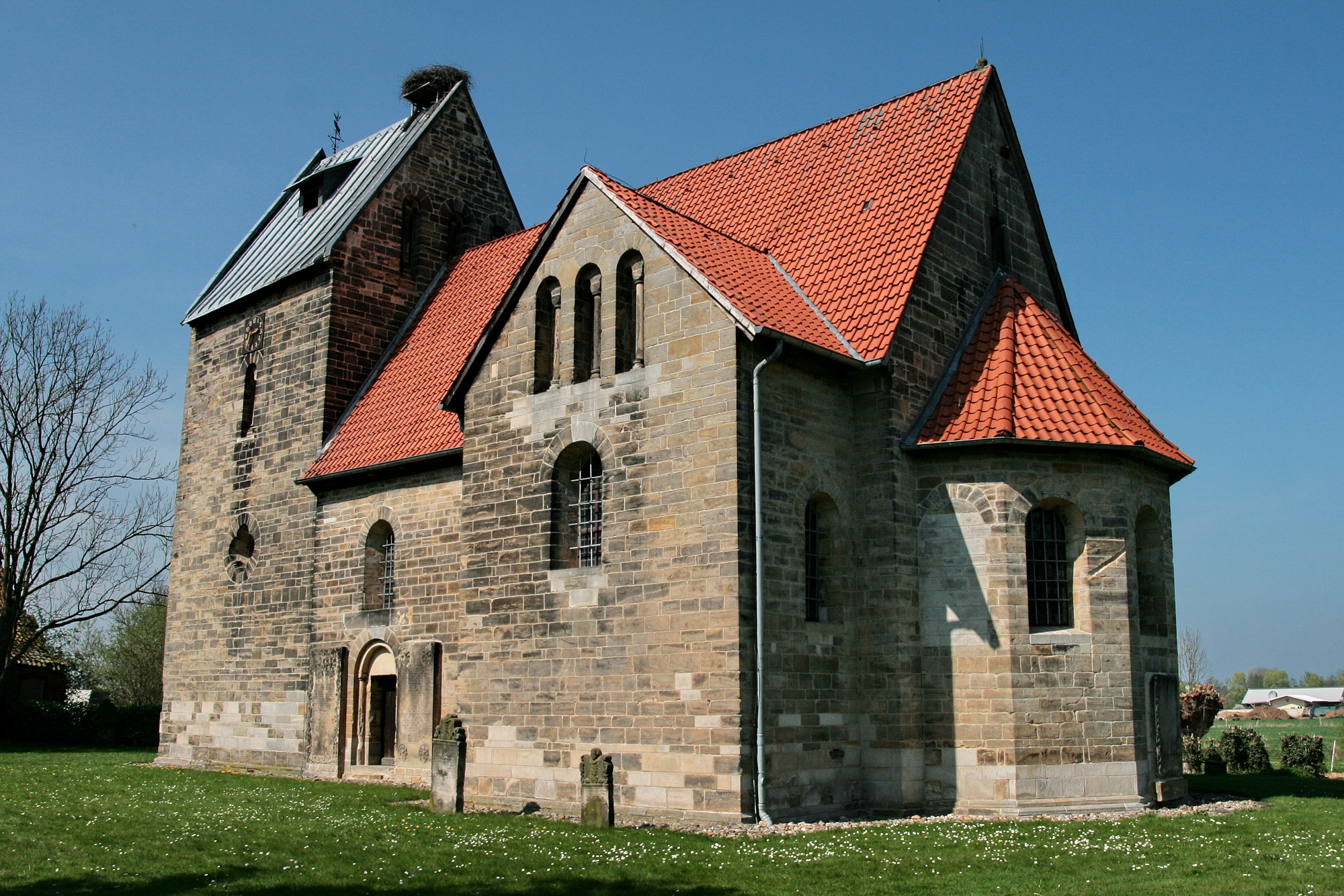
Sigwardskirche

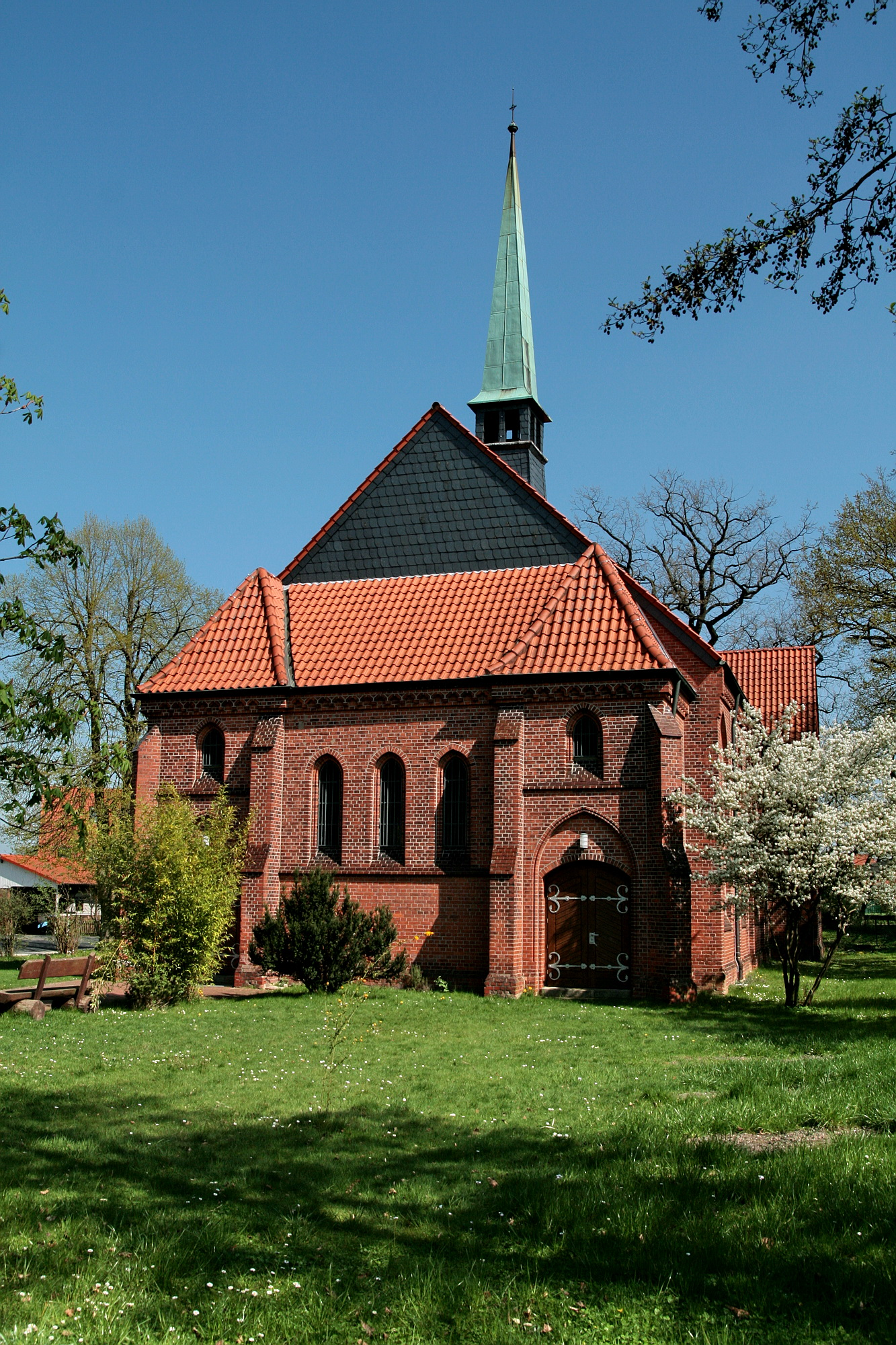
Neugotische Kirche

- Die Sigwardskirche ist eines der ältesten Bauwerke der Region Hannover und wegen ihrer romanischen Wand- und Deckenmalereien berühmt. Die vom Mindener Bischof Sigward zwischen 1129 und 1134 errichtete Eigen- und Grabeskirche wurde der Heiligen Ursula und den 11.000 Jungfrauen geweiht. Sie wird in Erinnerung an ihren Bauherrn und Nutzer Sigwardskirche genannt und ist unter diesem Namen allgemein bekannt. Der Freundeskreis Sigwardskirche e. V. hat sich die Aufgabe gestellt, „zur Erhaltung des ausgezeichneten Denkmals mittelalterlicher Baukunst tatkräftig beizutragen“.[5]
- Gegenüber der alten Kirche wurde 1887/1888 die größere Neue Kirche im neugotischen Stil erbaut nach Plänen des hannoverschen Architekten und Hochschullehrers Conrad Wilhelm Hase. Dieser hatte den bereits beschlossenen Abriss der Sigwardskirche abwenden können.
- Am Mittellandkanal ist Ende der 1980er Jahre ein Yachthafen für die Freizeitschifffahrt entstanden.

### Baudenkmäler
- Siehe: Liste der Baudenkmale in Idensen

### Vereine
In Idensen sind ansässig:
- Schützengesellschaft
- Männergesangverein (MGV)
- Sozialverband SoVD (früher Reichsbund) gemeinsam mit Bokeloh
- Kriegerkameradschaft, 2015 aufgelöst
- Männerturnverein (MTV)
- DRK-Ortsverein
- Landfrauenverein Rehren-Idensen
- Sigward-Singers
- Freundeskreis Sigwardskirche Idensen e. V.

## Wirtschaft und Infrastruktur

### Öffentliche Einrichtungen
- Für Sicherheit und Ordnung ist das Polizeikommissariat Wunstorf zuständig.
- Der Brandschutz und die allgemeine Hilfe wird durch die Freiwillige Feuerwehr Idensen sichergestellt.

### Bildung
Für die vorschulische Erziehung ist ein städtischer Kindergarten vorhanden. Die Grundschüler besuchen die Grundschule in Bokeloh. Weiterführende Schulen befinden sich in Wunstorf und im Schulzentrum Steinhude.

### Verkehr
- Die BAB 2 ist über die Anschlussstellen Wunstorf/Kolenfeld und Bad Nenndorf in jeweils 15 Minuten zu erreichen.
- Der ÖPNV wird über das Stadtbussystem Wunstorf sichergestellt. Nächstgelegene Bahnhöfe sind in Haste und Wunstorf.
- Für die Freizeit- und Berufsschifffahrt bestehen die Häfen Wunstorfs mit dem Yachthafen Idensen.

## Persönlichkeiten

### Söhne und Töchter des Ortes
- Georg Caspar Schürmann (1672 oder Anfang 1673–1751), Sänger (Tenor) und Komponist des Barock
- Johann Philip Ernst Ebbeke (1759–1845), evangelischer Geistlicher
- Heinz-Joachim Barchmann (1950–2021), Gewerkschafter, Politiker (SPD) und Mitglied des Deutschen Bundestages (2009–2017)

### Personen, die mit der Gemeinde in Verbindung stehen
- Sigward von Minden (11. Jahrhundert–1140), Bischof von Minden (1120–1140), ließ sich als Eigen- und Grabkirche zwischen 1129 und 1134 die Kirche (Sigwardskirche) in Idensen erbauen
- Daniel Alexander Eichhorn (1758–1833), lutherischer Theologe, starb in Idensen
- Karl Friedrich Theodor Krause (1797–1868), Mediziner (Anatom), wuchs in Idensen auf